# C. H. Emilie Haspels
Caroline Henriette Emilie Haspels, conocida como C.H. Emilie Haspels (Deventer, 15 de septiembre de 1894-Capelle aan den IJssel, 25 de diciembre de 1980), fue una arqueóloga clásica neerlandesa. Es reconocida como la autora del más importante y completo catálogo de lécitos griegos.

## Biografía
Haspels era hija de George Frans Haspels (1864-1916), un pastor y escritor neerlandés, y Constantia Charlotte Kleyn Brandes (1867-1930). En 1901 la familia se mudó a Kralingen, donde Haspels se unió al Rotterdam Marnix Gymnasium (1906-1912). Después de su graduación, se especializó en Estudios Clásicos e Historia Antigua en la Universidad de Ámsterdam (1913-1923). En 1923 Haspels se convirtió en profesora de lenguas clásicas en la Escuela Secundaria Cristiana de Zutphen.
Tras sus visitas a China, Japón y Estados Unidos, enseñó en la escuela secundaria para niñas de Utrecht de 1926 a 1928. Al entrar en Oxford, comenzó su tesis sobre la perspectiva en la pintura de vasos griegos. Siendo Oxford el principal centro de investigación de la cerámica griega, asistió a conferencias de académicos como John Beazley, los arqueólogos Thomas Ashby y John Myres y el epigrafista Marcus Niebuhr Tod. Eligió las lécitos de figuras negras como tema de su investigación.
El 20 de diciembre de 1935, Haspels defendió su tesis doctoral titulada Attic Black Figured-Lekythoi. Su tesis fue publicada y ampliada por la Escuela Francesa de Atenas con el título Attic black-figured lekythoi (1936), obra que fue premiada un año más tarde con el Prix Ambatielos y que sigue siendo considerada como la norma de los estudios sobre el tema. Por invitación del Instituto Arqueológico Francés de Estambul, Haspels dirigió una serie de excavaciones entre 1937 y 1939 en la llamada "Ciudad de Midas" (Yazilikaya). Al regresar al sitio en los años 50, su trabajo dio como resultado una serie de cuatro volúmenes titulada La Cité de Midas. Céramique et trouvailles diverses (1951-1952).
Durante la Segunda Guerra Mundial, Haspels permaneció en Turquía y se convirtió en profesora de una escuela americana para niñas en Estambul, y luego enseñó Arqueología Clásica en la Universidad de Estambul. Debido a la falta de material didáctico adecuado en el campo de la cerámica griega, escribió un manual junto con su estudiante, Aşkidil Akarca, que fue traducido y publicado en 1946. Después de la guerra, Haspels regresó a los Países Bajos, y en 1946 fue nombrada para la cátedra de Arqueología Clásica en la Universidad de Ámsterdam y también fue nombrada directora del Museo Allard Pierson. También participó en las excavaciones de Frigia (1946-1958).  En 1960 fue nombrada miembro de la Real Academia de Artes y Ciencias de los Países Bajos y del Instituto de Estudios Avanzados de Princeton. En 1965 Haspels se retiró y recibió el premio de la Orden del Caballero del León Holandés.
Emilie Haspels murió el 25 de diciembre de 1980 en Capelle aan den IJssel y fue enterrada en la tumba familiar del cementerio protestante de Hillegersberg.